# Asteroschematidae
Famille
Les Asteroschematidae sont une famille d'ophiures (échinodermes), de l'ordre des Euryalida.

## Liste des genres
Selon World Register of Marine Species (11 janvier 2016) :
- genre Asteroschema Oerstedt & Lütken, 1856 -- 34 espèces
- genre Ophiocreas Lyman, 1879 -- 14 espèces

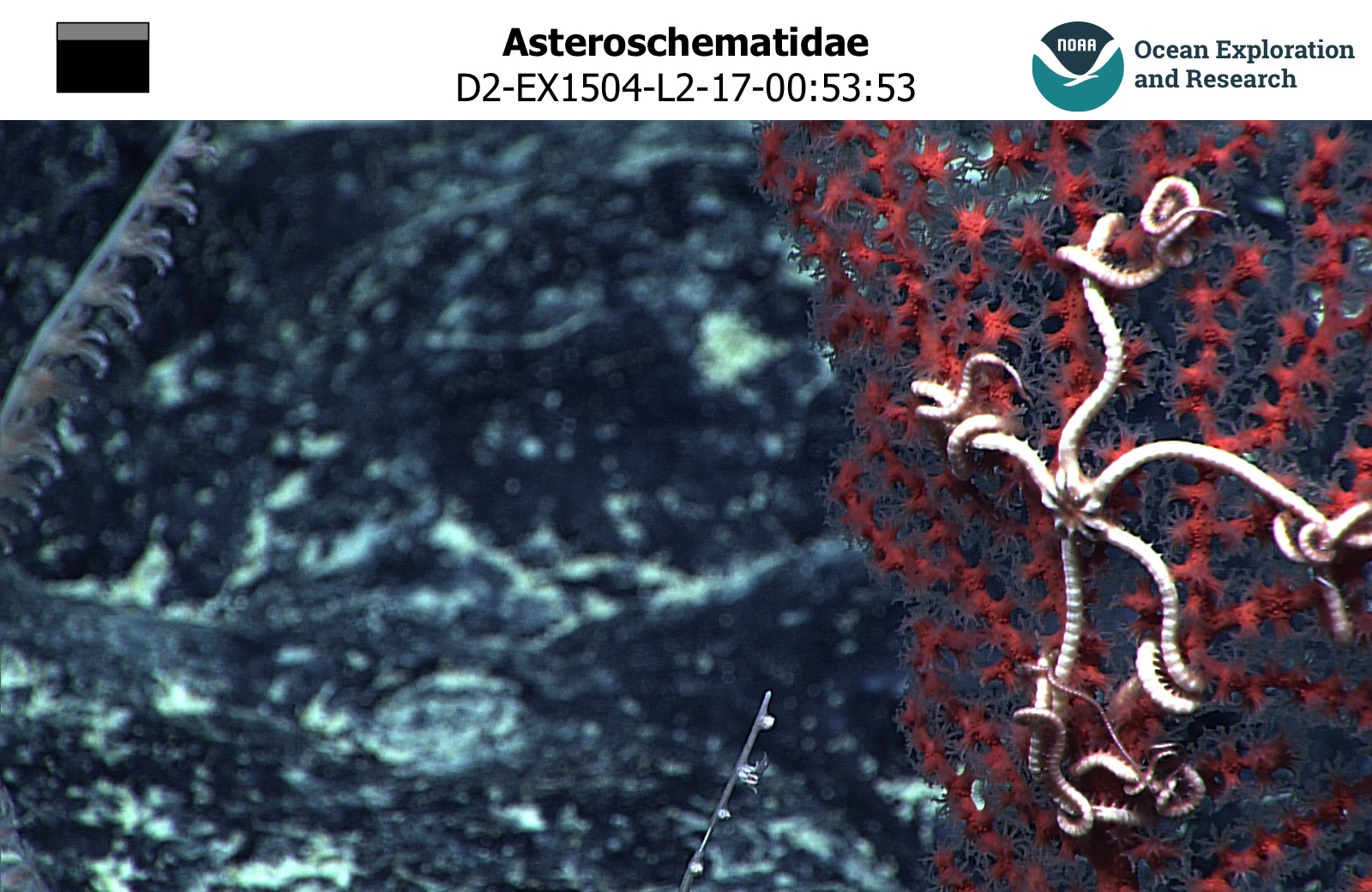
Une ophiure abyssale de la famille des Asteroschematidae observée à plus de 1000m de profondeur au large d'Hawaï.